# Moussa Camara (football, 1998)
Pour les articles homonymes, voir Moussa Camara et Camara.
Moussa Camara, né le 27 novembre 1998 à Siguiri, est un footballeur international guinéen qui joue au poste de gardien de but pour le Simba SC.

## Biographie

### Carrière en club
Camara commence sa carrière avec le FC Kolombada dans les divisions inférieures, avant de rejoindre le club de deuxième division du Milo FC. Il rejoint ensuite l'Horoya AC en 2015, servant de remplaçant au vétéran Khadim N'Diaye. Il travaille également avec l'entraîneur des gardiens Kémoko Camara.
À la suite des blessures de N'Diaye et Germain Berthé (en), il fait ses débuts continentaux lors de la Ligue des champions de la CAF 2018-2019 contre les futurs vainqueurs, l'ES Tunis.

### Carrière internationale
Au niveau des jeunes, Camara joue avec les moins de 17 ans, moins de 20 ans et les moins de 23 ans.
Il est d'abord appelé chez les U17 par l'entraîneur Hamidou Camara, et il est son gardien de premier choix lors de la Coupe d'Afrique U-17 2015 puis de la Coupe du monde U-17 2015. La Guinée se classe troisième de la CAN, en battant le Nigeria lors de la "petite finale".
Deux ans plus tard, il représente son pays lors de la Coupe d'Afrique des nations U-20 2017 puis lors de la Coupe du monde U-20 2017,. Il dispute également les six matches des U23 de la Guinée lors des qualifications à la Coupe d'Afrique des nations U-23 2019. Lors du match aller du troisième tour contre la Côte d'Ivoire, il se met en évidence en sauvant un penalty à la 83e minute pour préserver une victoire 1-0 à Abidjan.
Il fait ses débuts seniors en faveur de la Guinée le 15 juillet 2017, lors d'une victoire 3-1 contre la Guinée-Bissau, à l'occasion des qualifications pour le Championnat d'Afrique des nations 2018. En mai 2019, il est présélectionné pour la Coupe d'Afrique des nations 2019, mais ne fait pas partie de la liste finale. Plus tard cette année-là, il est appelé pour les qualifications à la Coupe d'Afrique des nations 2021, disputant les deux matches du groupe A contre le Mali et la Namibie, avant que le tournoi ne soit reporté en raison de la pandémie de COVID-19. Il cite ensuite Naby Keïta comme un coéquipier dont il a beaucoup appris.

## Palmarès
| Horoya AC - Championnat de Guinée (5) : - Champion : 2015-16, 2016-17, 2017-18, 2018-19 et 2020-21. - Coupe de Guinée (3) : - Vainqueur: 2016, 2018 et 2019. - Supercoupe de Guinée (2) : - Vainqueur : 2017 et 2018. |  | Guinée -17 ans - Coupe d'Afrique des nations -17 ans : - 3e : 2015. |